# 李志敏
李志敏（1981年—），广东人，汉族，中华人民共和国政治人物、第十一届全国人民代表大会新疆地区代表。
毕业于兰州大学汉语言文学专业，是中共党员。担任新疆维吾尔自治区总工会副主席。2008年起担任全国人大代表。